# Paranyctimene raptor
Genre
Espèce
Statut de conservation UICN

 LC  : Préoccupation mineure
Paranyctimere est un genre de chauves-souris.
Paranyctimere raptor est une espèce de chauves-souris. C'est la seule espèce du genre Paranyctimere.